# Roger Ripol Fortuny
Roger Ripol (Barcelona, 20 de septiembre de 1978) es un exjugador y entrenador español de rugby que actualmente entrena a los backs del Biarritz Olympique Pays Basque (Espoirs). Su posición habitual en el campo era de primera línea, desempeñándose habitualmente como hooker. Es el hermano menor de Oriol Ripol.

## Carrera profesional

### Clubes
Criado en la cantera del Barcelona Universitari Club, al igual que sus hermanos, decidió tempránamente probar suerte en el extranjero recalando en las filas de Northampton Saints durante una temporada. Para la temporada 2000-2001, Roger, junto a sus hermanos Oriol y Daniel y Steve Tuineau fichan por el profesionalizado Moraleja Alcobendas. Después de un año en Madrid, decide volver a la UE Santboiana por un breve periodo de tiempo para probar suerte en Francia. En 2007, Roger ficha por el R.C Chalon en donde milita actualmente.
| Temporada(s) | Club                      |
| ------------ | ------------------------- |
| 1988-1998    | BUC                       |
| 1998-1999    | Northampton Saints        |
| 1999         | Teachers Eastern Auckland |
| 1999-2000    | UE Santboiana             |
| 2000-2001    | Moraleja Alcobendas       |
| 2001-2002    | UE Santboiana             |
| 2002-2004    | La Rochelle               |
| 2004-2006    | Stade Aurillac            |
| 2006-2007    | Northampton Saints        |
| 2007-2010    | Racing Club Chalonais     |
| 2010-Act     | PAYS D AIX RUGBY CLUB     |

### Selección
Rogerl Ripol ha sido internacional por España en doce ocasiones entre 2001 y 2003. Debutó el 4 de febrero de 2001 ante Rusia con derrota 29-30. Su último partido lo jugó frente a Estados Unidos durante la fase de clasificación para el Mundial de Rugby de 2003. Durante ese periodo anotó un total de dos ensayos (10 puntos).